# 澳門巴士11路線
澳門巴士11路線是由澳巴經營，往返媽閣和氹仔官也街的巴士路線。

## 簡介及歷史
- 本線於1974年嘉樂庇總督大橋落成時開通營運，10月份，由福利及海島市小輪公司聯營本線，以河邊新街為起點，於今日氹仔中葡學校一帶為終點。[1][2]

- 1974年10月中旬，氹仔公共汽車公司加入營運，其創辦人馬淑賢控告小輪公司無權派車行走澳氹兩地，小輪公司被澳葡政府勒令即時停駛。

- 1974年11月1日，福利及海島市公共汽車公司（海島市小輪公司及氹仔公共汽車公司整合）取得過橋專營權及營運。

- 1975年6月16日起，福利公司於本線使用雙層巴士。同年，海島市公共汽車加入空調巴士行駛，成為澳門使用首條空調巴士的路線。

- 1986年，澳巴成立，並於1988年起開始加入日產Civilian小巴行駛。

- 1988年，福利公司破產結業，同時新福利成立，基於雙層巴士過於殘舊、無法維修、沒有冷氣及操作困難，故被全數淘汰。[3]而新福利則於同年起改用三菱Rosa小巴行駛。

- 1988年至1994年，本線同時由新福利及澳巴分別經營，新福利營運的11路線以司打口總站為總站；而澳巴營運的11路線則以河邊新街近媽閣為總站。

- 1994年，因應友誼大橋落成通車，新福利營運部分更改路線編號為34。

- 2005年4月8日，為配合嘉樂庇總督大橋進行維修和亞馬喇前地改造工程，本線改道行駛，取消停靠亞馬喇前地的中國銀行大廈旁的巴士站及“中區／殷皇子馬路”站。[4]
  - 澳門往氹仔：原線 → 殷皇子大馬路 → 亞馬喇前地 → 蘇亞利斯博士大馬路 → 何鴻燊博士大馬路 → 西灣湖景大馬路 → 西灣大橋 → 海洋花園大馬路 → 史伯泰海軍將軍馬路 → 原線
  - 氹仔往澳門：原線 → 史伯泰海軍將軍馬路 → 海洋花園大馬路 → 西灣大橋 → 西灣湖景大馬路 → 何鴻燊博士大馬路 → 西灣街 → 南灣大馬路 → 新馬路 → 原線

- 2005年10月5日，嘉樂庇總督大橋恢復有限度通車，本線恢復原線行駛。[5]

- 2010年5月12日，由交通事務局研發的「公共巴士報站系統」正式試用，本線為其中一條試行提供此服務的路線。[6]

- 2010年8月21日起，交通事務局檢討實施3個月的新馬路公交專道後，為避免所有巴士集中在永亨銀行外之巴士站上落客導致互相阻礙，同時藉以增加新馬路下段之人流，改善營商環境，本線取消停靠永亨銀行門外之巴士站，改停靠「金碧文娛中心」站。[7]

- 2011年8月1日，本線改由維澳蓮運經營。

- 2012年6月1日，新增停靠「海洋會所」站。[8]

- 2012年12月18日，新增停靠「湖畔大廈」站。[9]

- 2014年3月15日，「氹仔花城」站更名為「雍景灣」。[10]

- 2014年7月1日，本線改由新時代經營。

- 2016年4月23日，取消停靠“媽閣廟前地”、“河邊新街／媽閣”站，改為停靠「河邊新街／貨倉巷」站。[11]

- 2016年5月28日，交通事務局考慮到“海洋會所”站的使用率偏低，且與前一站的距離只有約150米，因此取消停靠該站。[12]

- 2016年6月25日，因配合輕軌高架橋吊裝工作，取消停靠「黑橋／地堡街」、「澳門運動場」站。[13]

- 2016年9月24日，「孫逸仙馬路／三家村」站與「泉亮花園」站合併，並分別命名為「泉亮花園」站和「泉裕豪庭」站，改停靠「泉裕豪庭」站。[14]

- 2016年10月9日，配合氹仔運動場圓形地及周邊道路恢復，恢復停靠「黑橋／地堡街」站、「澳門運動場」站。[15]

- 2017年4月29日，取消停靠「亞威羅街」站，改停靠新設的「美景花園」站。[16]

- 2018年6月30日，因新馬路排水系統工程影響，總站臨時改為「澳門旅遊塔」站，期間暫不停靠「媽閣總站」、「河邊新街／貨倉巷」、「河邊新街／李道巷」、「火船頭街」、「新馬路／爐石塘」站。

- 2018年8月1日，本線回復由澳巴經營。

- 2018年8月17日起，新馬路恢復雙向行車，本線恢復原線行駛。

- 2018年9月29日，取消停靠“廣東大馬路／鴻發”、“氹仔大中華廣場”站，新增停靠“氹仔中央公園／哥英布拉街”站。[17]

- 2018年10月27日，為明確巴士站位置及讓巴士服務更符合市民出行需要，「廣東大馬路／成都街」更名為「廣東大馬路／濠尚」。

- 2019年3月16日起，配合土地工務運輸局建造行人天橋工程的推進，期間暫不停靠「美景花園」站。

- 2019年4月6日，為配合“內港北雨水泵站箱涵渠建造工程”，暫不停靠“金碧文娛中心”站。

- 2019年8月31日起，因“內港北雨水泵站箱涵渠建造工程”完工，本線恢復原線停靠。

- 2019年11月23日起，永久取消停靠「美景花園」站。[18]
- 2019年12月28日起，配合輕軌氹仔線投入服務，新增停靠「柯維納馬路」站。[19]

- 2020年1月20日起，“火船頭街”改名為“內港客運碼頭”，並往司打口方向遷移。[20]

- 2021年1月1日起，為配合新巴士合同，本線更新目的地資訊，由「氹仔」更名為「氹仔官也街」。

- 2021年8月14日，因運動場圓形地重整工程完工，恢復停靠“美景花園”站。[21]

- 2021年11月27日起，本線改停靠位於火船頭街海關、萬事發酒店門外的旅遊巴上落客區的“內港客運碼頭”站。[22]

- 2021年11月8日至2022年5月21日，因工程關係，暫不停靠「泉悅花園」、「嘉模泳池」、「氹仔官也街」站，臨時停靠「奧林匹克大馬路」站，以及位於「黑橋／地堡街」站的附近臨時站。

- 2022年7月11日至17日，本線改以特別巴士專線方式營運，僅供特許人士乘搭。[23][24]

- 2022年7月18日至22日，因宣佈延長“相對靜止管理”措施，本線維持上述措施。[25]

- 2022年12月3日起，總站調整至「媽閣交通樞紐」，“媽閣總站”調整為中途站並更名為“西灣湖景大馬路／媽閣碼頭”。[26][27][28][29][30][31]

- 2024年4月1日起，“旅遊學院氹仔校區”站改名為“澳門旅遊大學”。[32]

- 2025年1月27日起，「金碧文娛中心」站改名為「新馬路／金碧坊」。

## 本線特色
- 本線經歷8間巴士公司營運，同時亦有10次巴士公司的轉換次數，是全澳巴士路線該項目紀錄之最

| 曾營運的巴士公司 | 共8間： 1. 小輪公司 2. 福利 3. 氹仔公共汽車 4. 海島市 5. 澳巴 6. 新福利 7. 維澳蓮運 8. 新時代                                                                                                 |
| 先後轉換營運商   | 共10次： 1. 小輪公司與福利聯營 2. 氹仔公共汽車與小輪公司與福利聯營 3. 氹仔公共汽車與福利聯營 4. 海島市與福利聯營 5. 澳巴與福利聯營 6. 澳巴與新福利聯營 7. 澳巴 8. 維澳蓮運 9. 新時代 10. 澳巴 |

- 本線為澳巴，以至全澳唯一一條全線仍在使用柴油中巴／巴士行駛的路線

## 使用車輛

### 福利與澳巴聯營時期
- 福利：大橋通車初期用布里斯托L5G，1950年代出廠的英國二手雙層巴士（間日派出開篷巴士）
- 澳巴：Bedford SB-5型空調巴士

### 新福利與澳巴聯營時期
- 新福利：豐田Coaster, 三菱Rosa
- 澳巴：日產Civilian小巴

### 澳巴時期（舊兩巴時期）
- 日野Liesse RX4JFKA

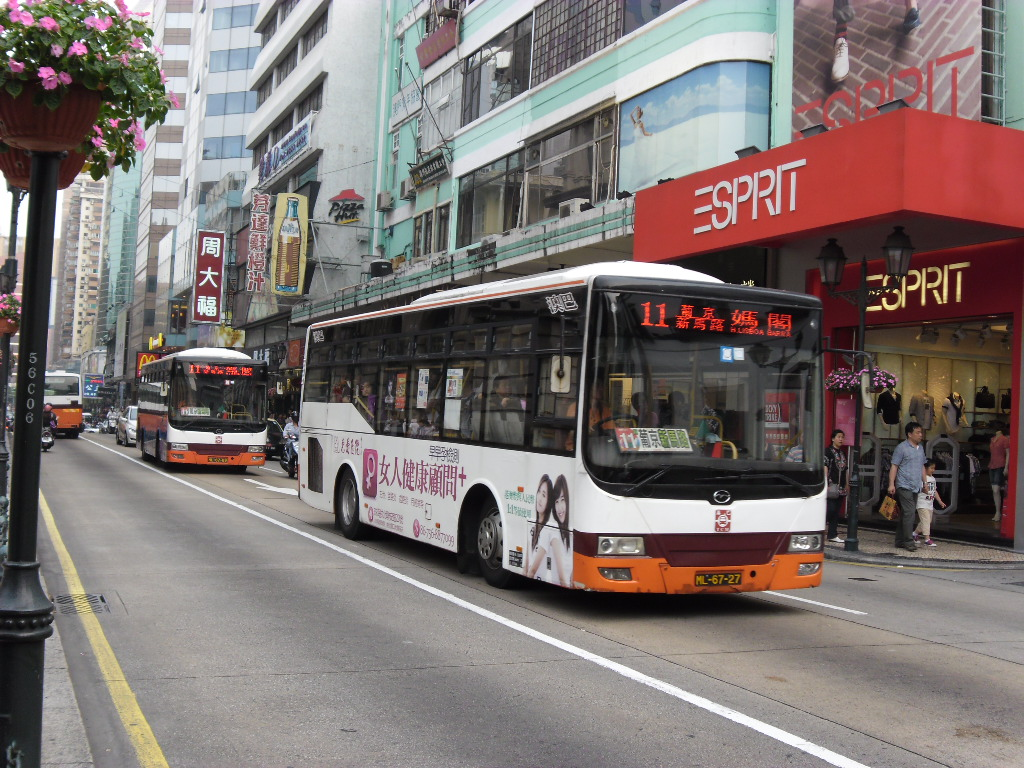
五洲龍FDG6920BG
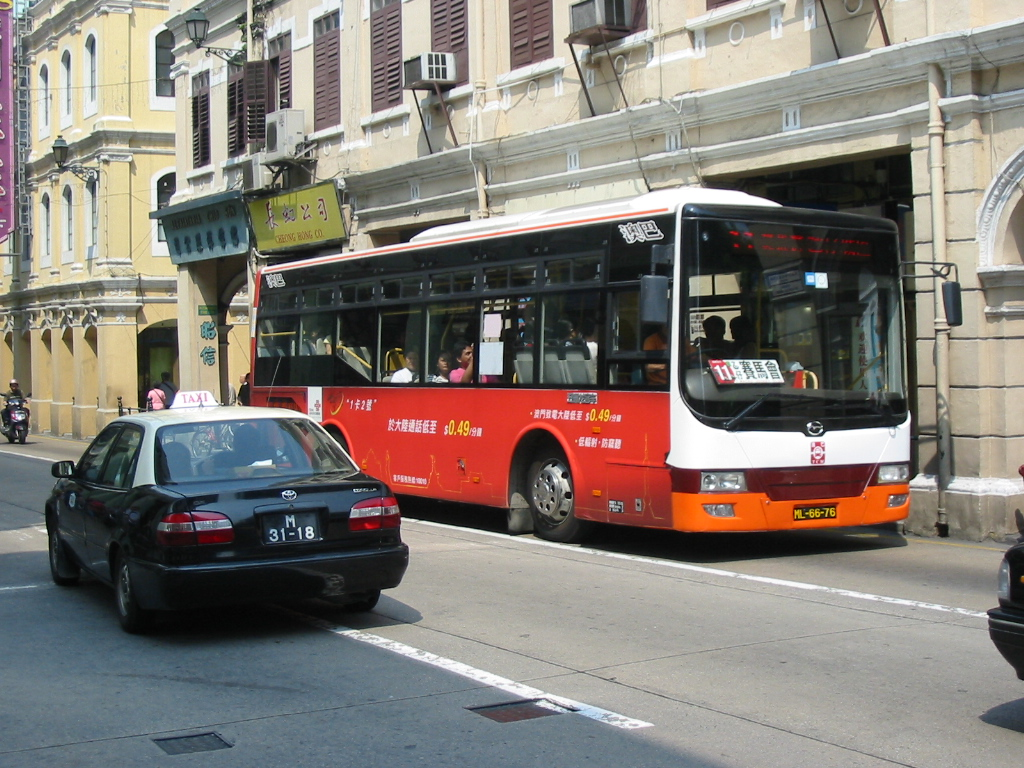
五洲龍FDG6920BG
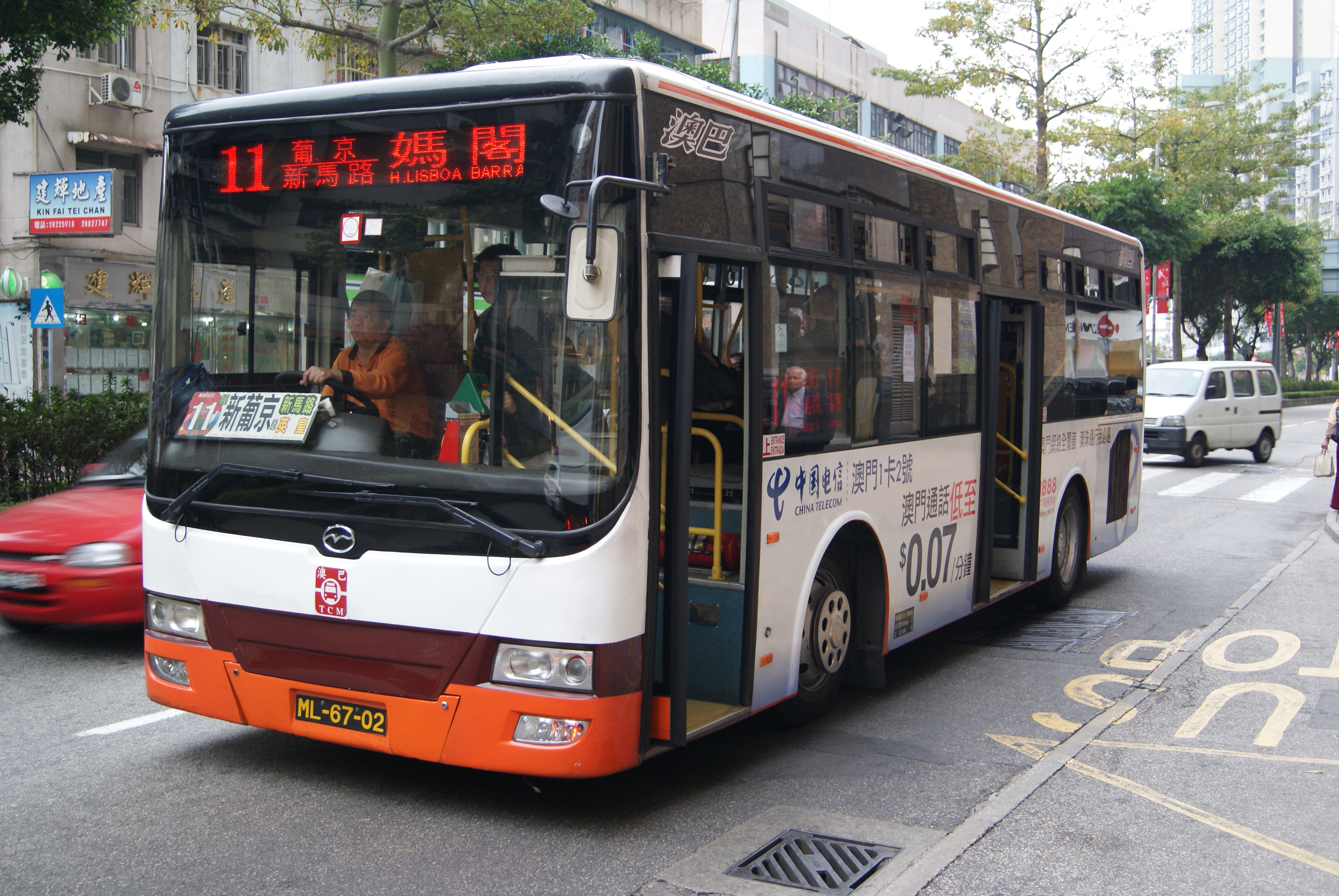
五洲龍FDG6920BG

### 維澳蓮運時期

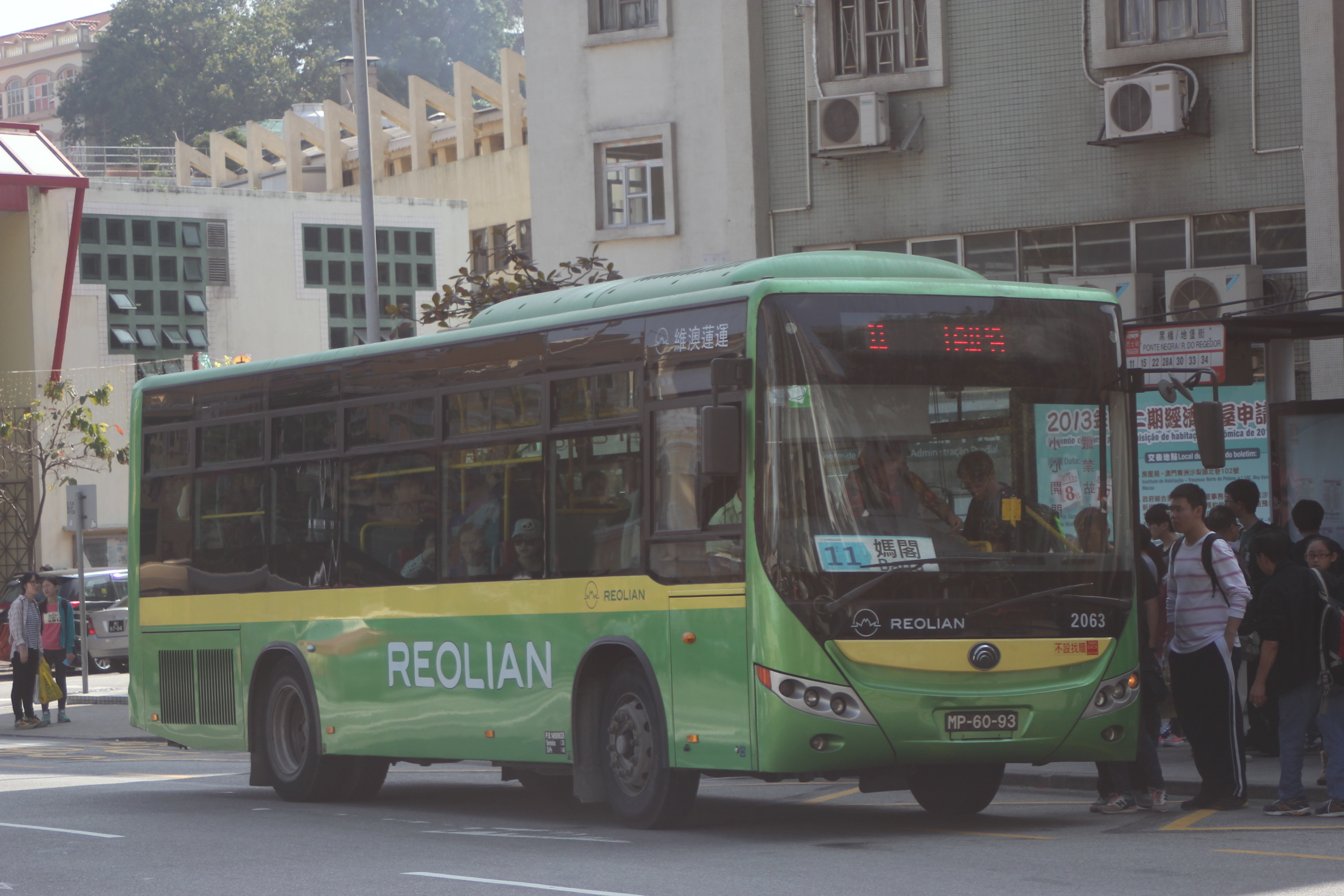
宇通ZK6902HG
- 曾使用宇通ZK6118HGE行使本線，証明了可以使用10米以上巴士行駛11路線。宇通ZK6770HG也曾行駛本線。

### 新時代時期

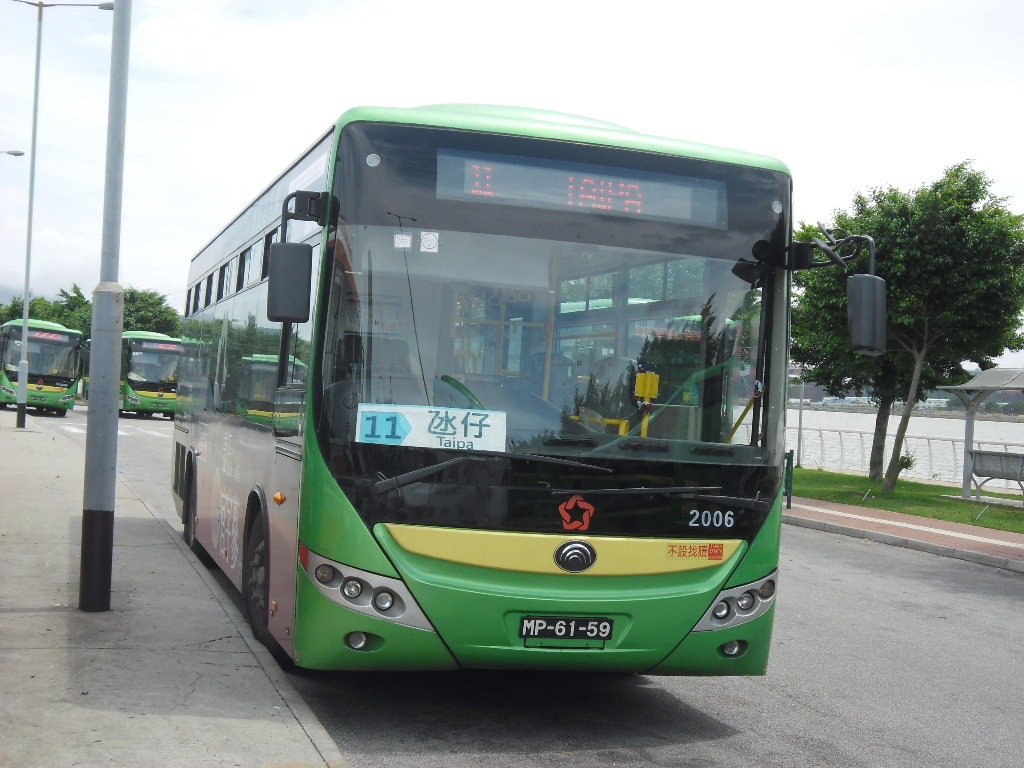
宇通ZK6902HG
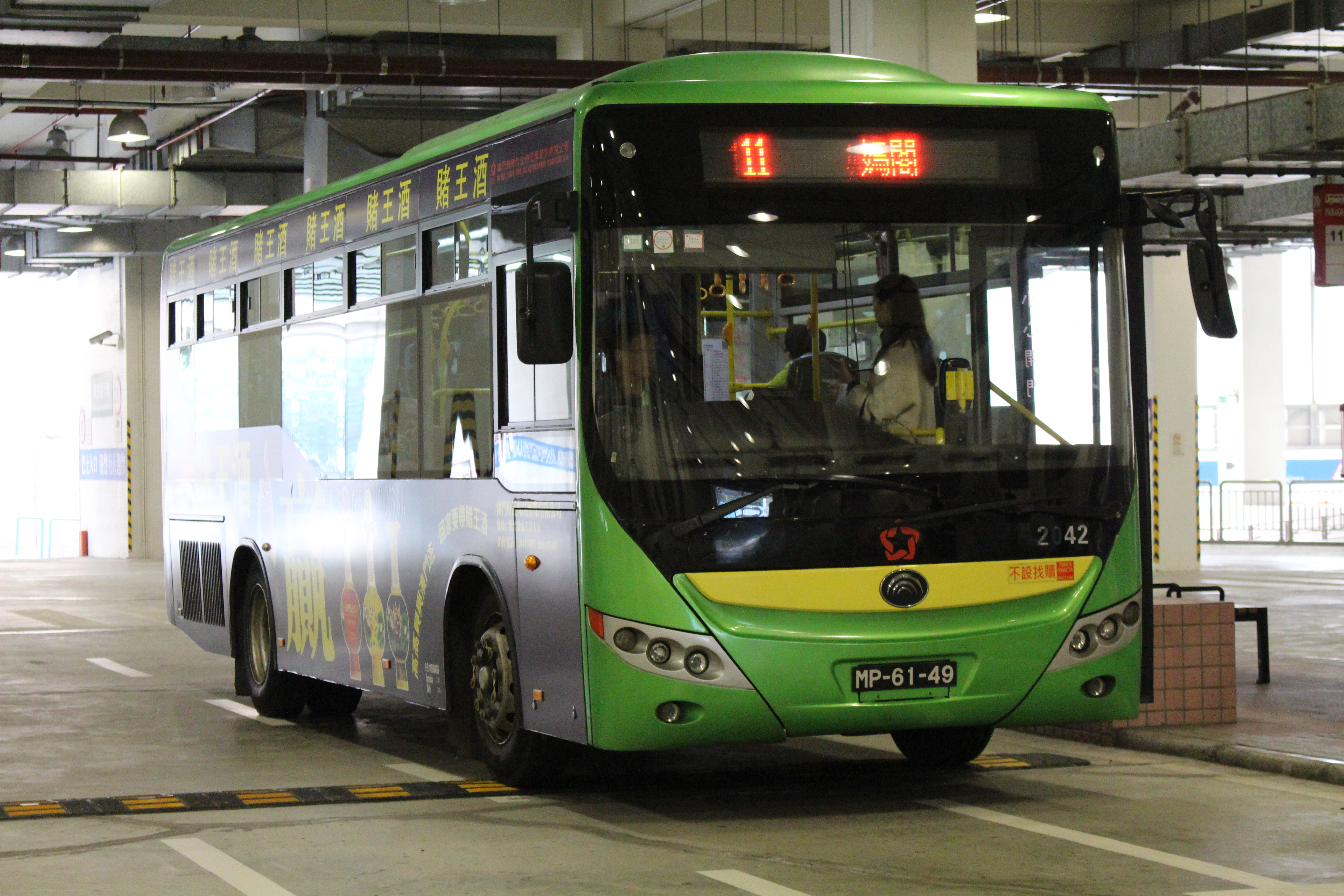
宇通ZK6902HG

### 澳巴時期（新兩巴時期）
2022年3月前：

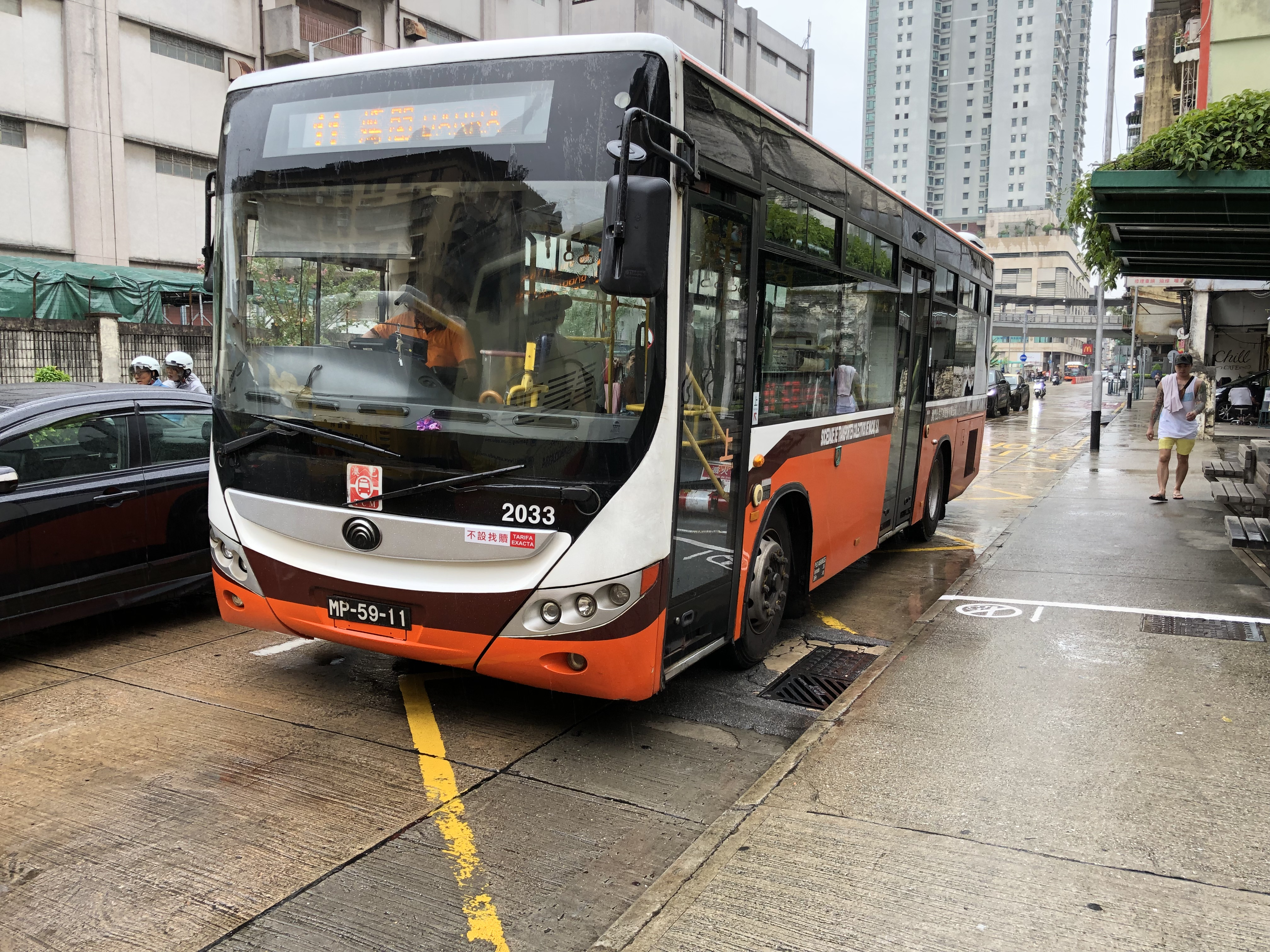
宇通ZK6902HG
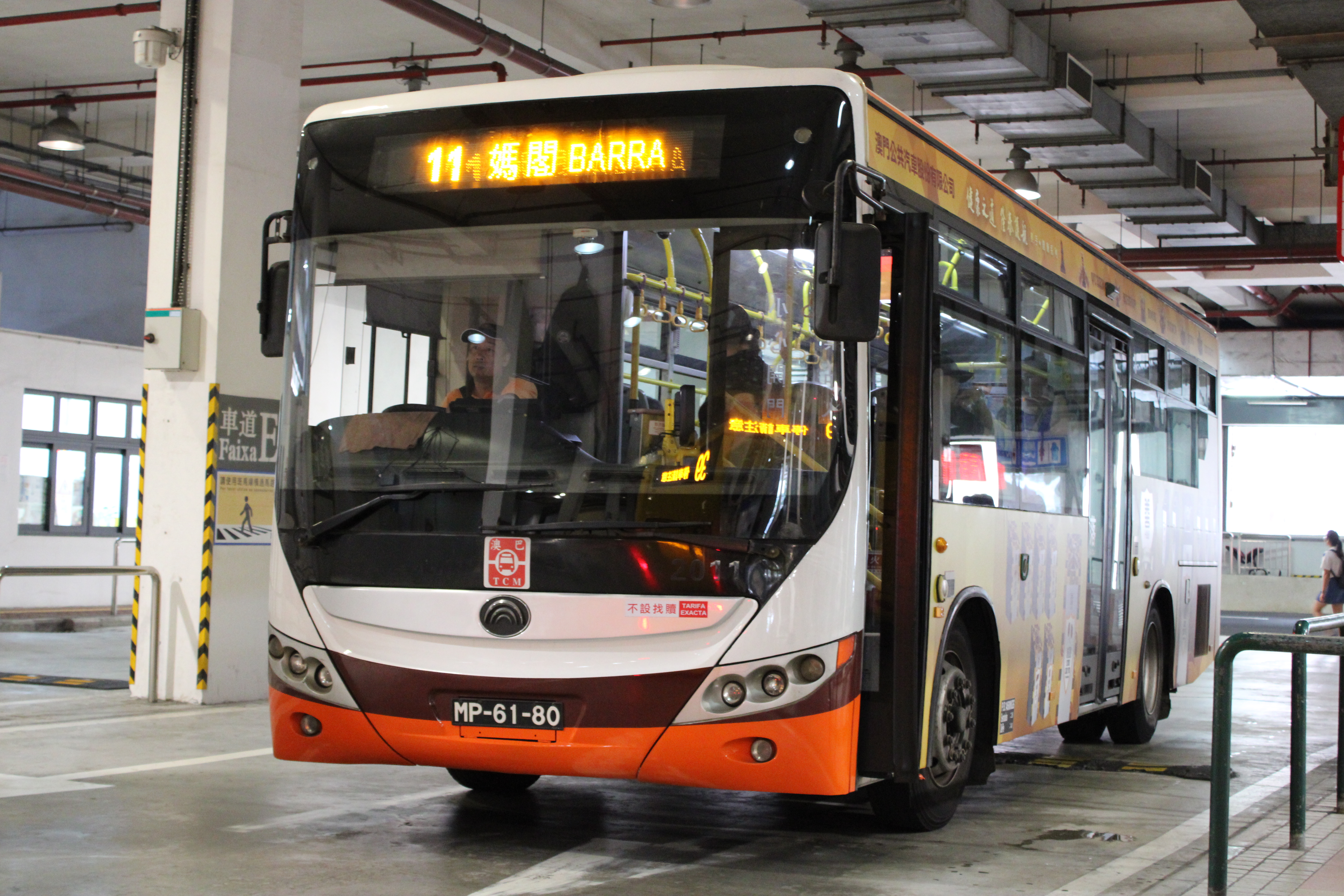
宇通ZK6902HG
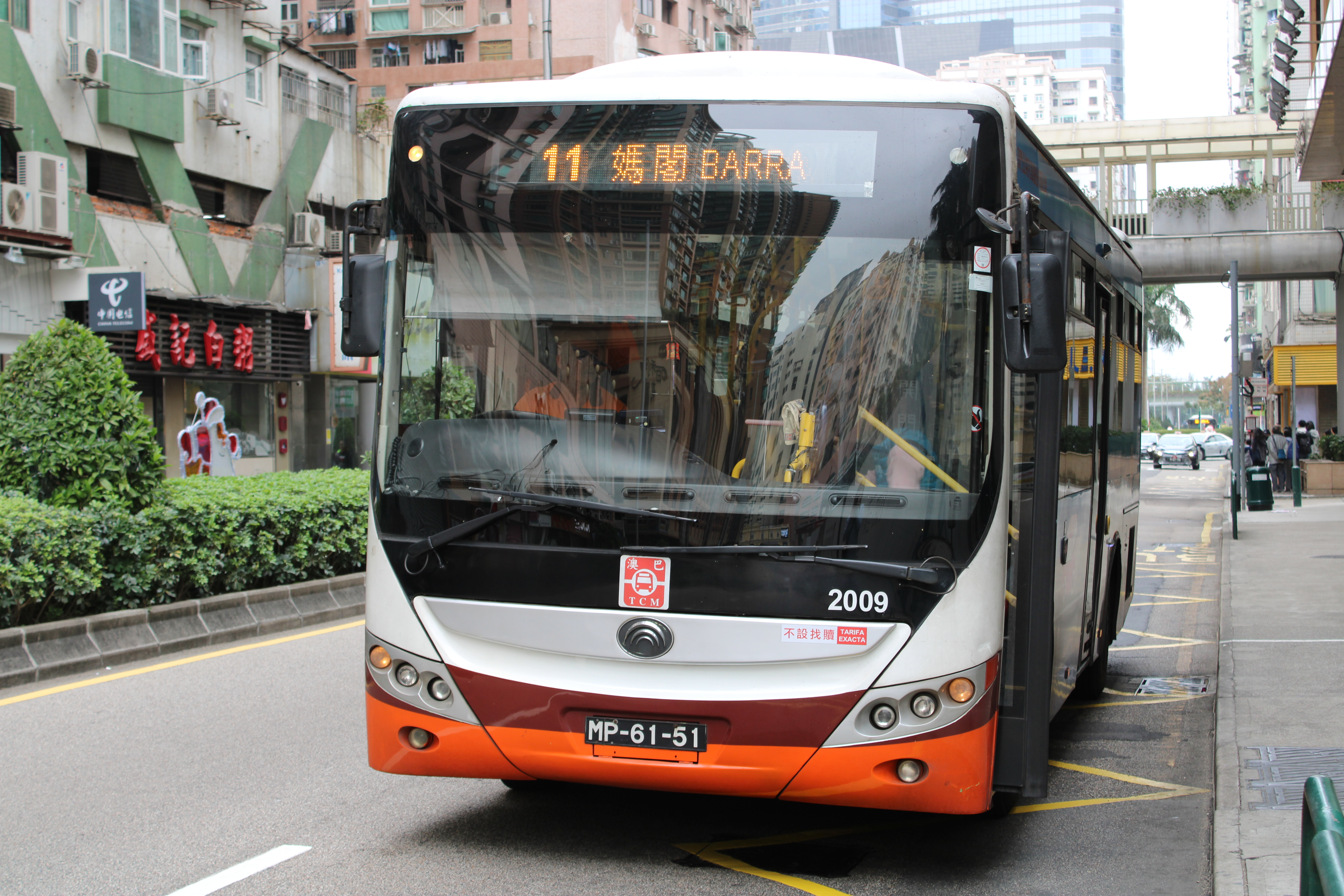
宇通ZK6902HG
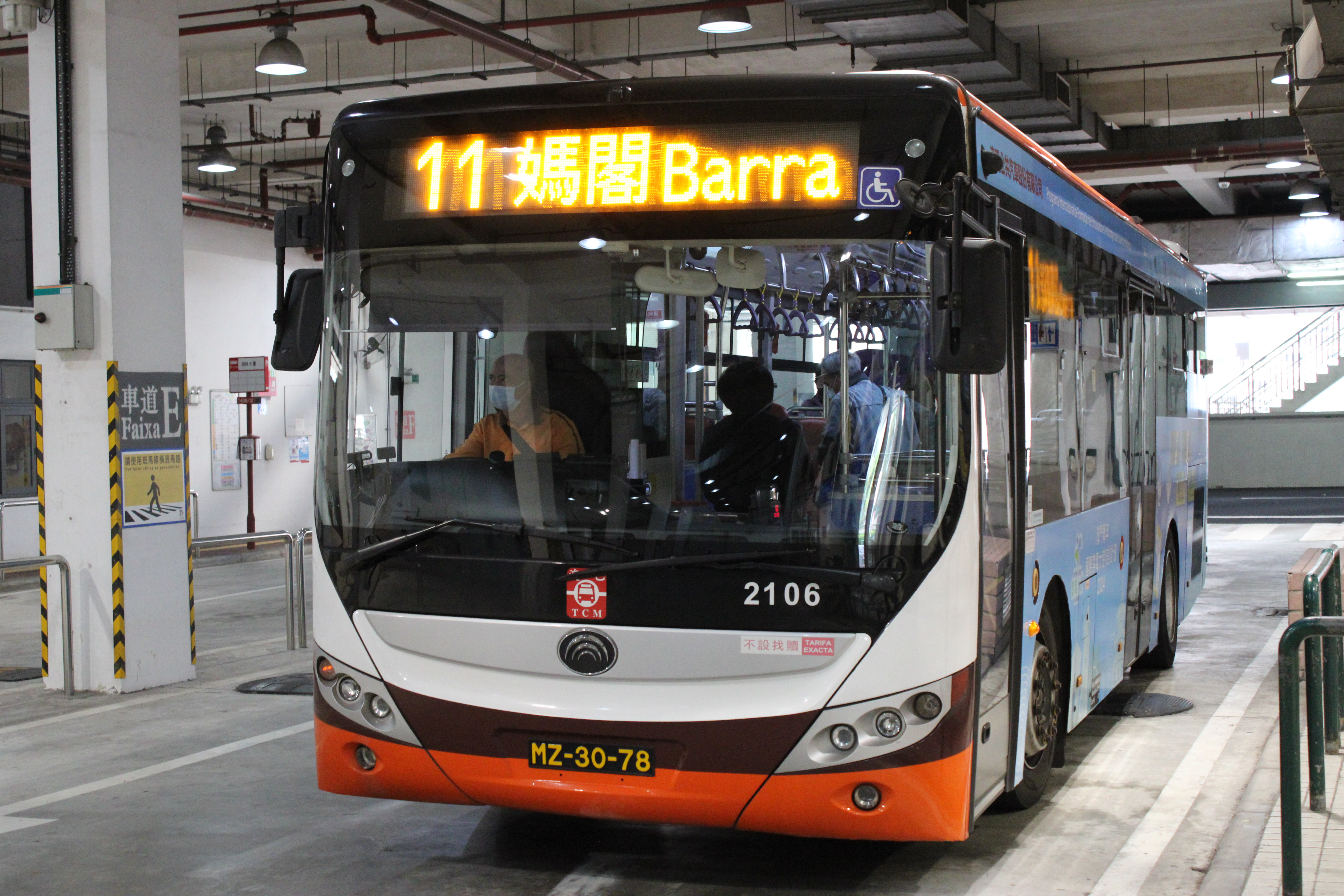
宇通ZK6986HG
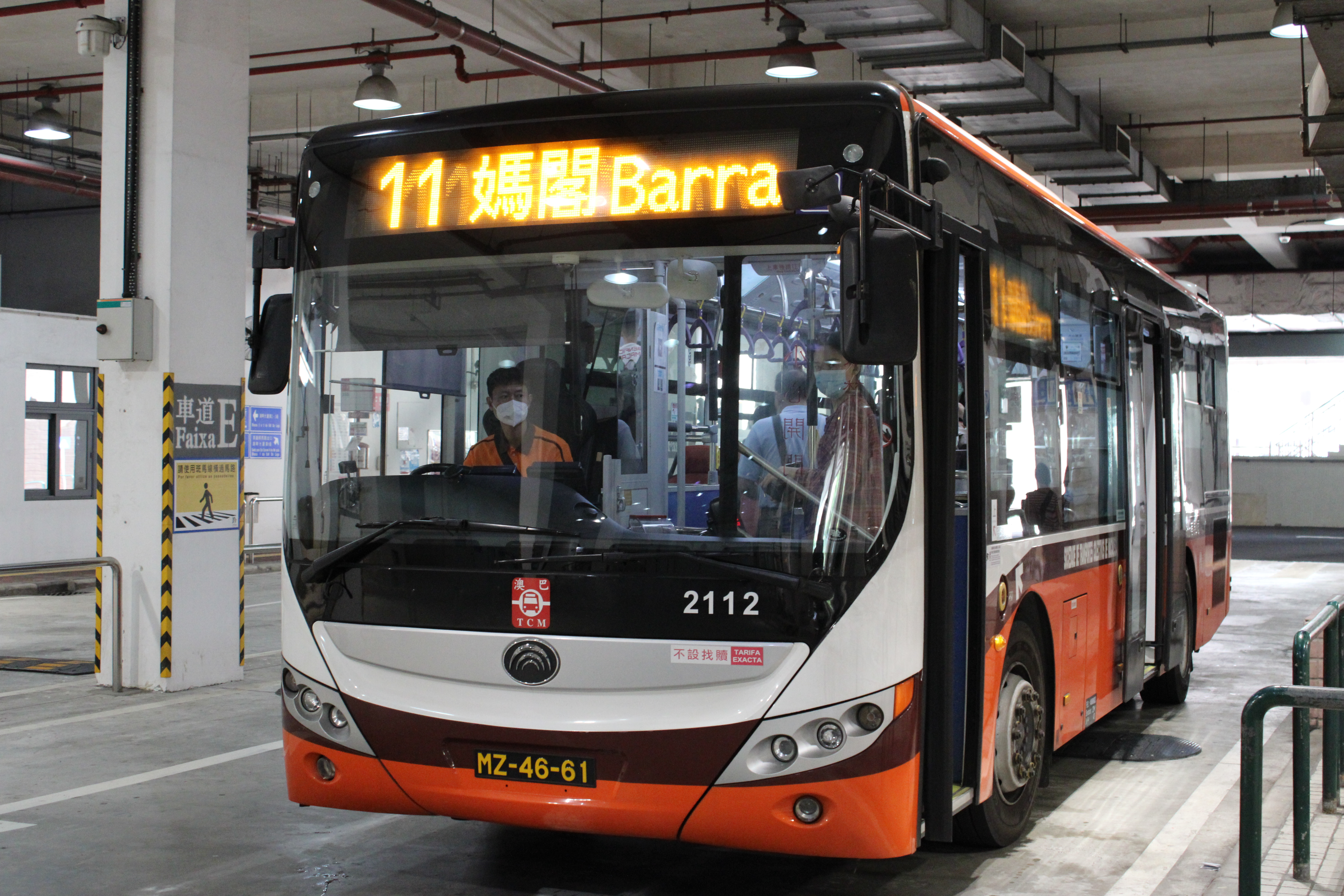
宇通ZK6986HG
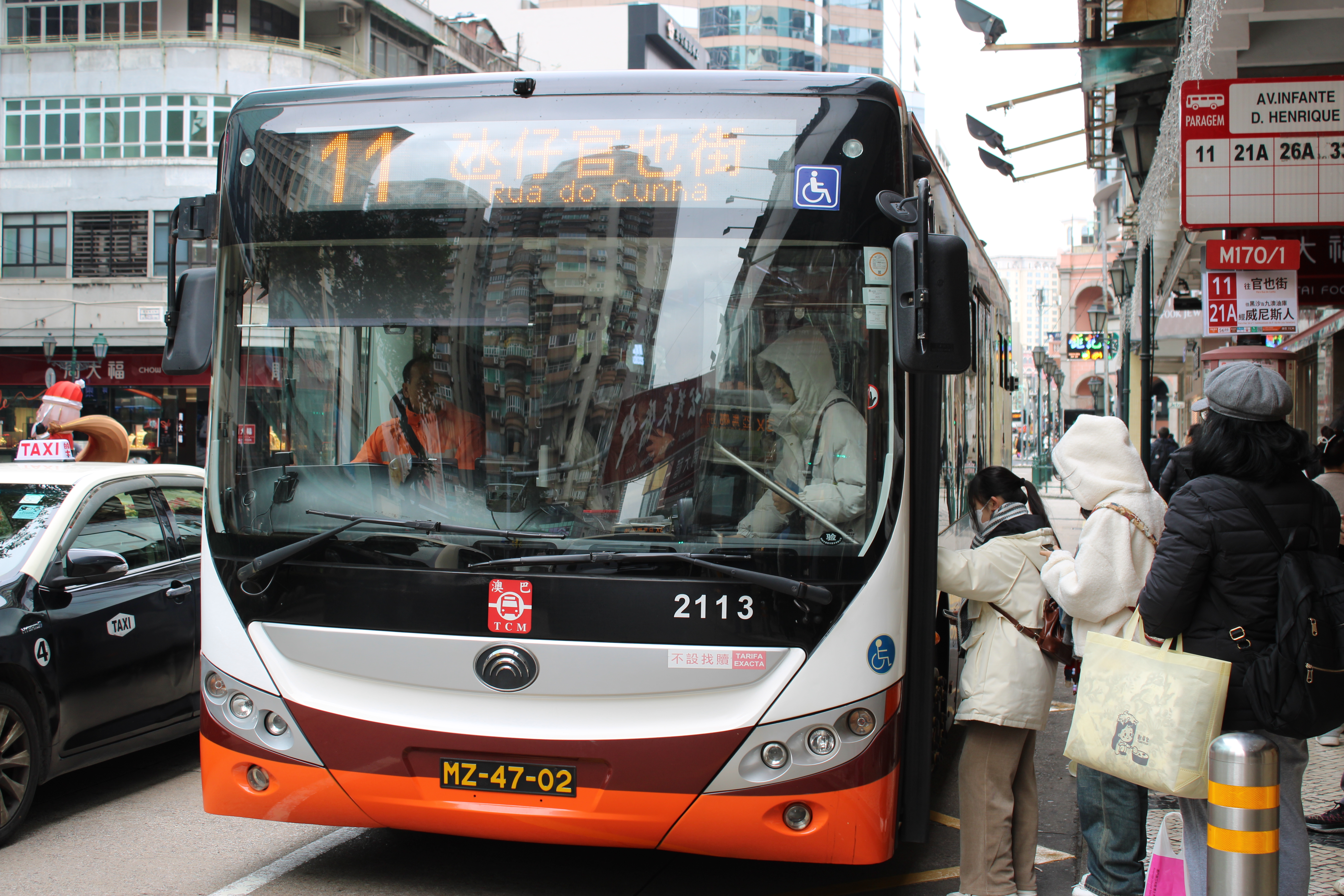
宇通ZK6986HG
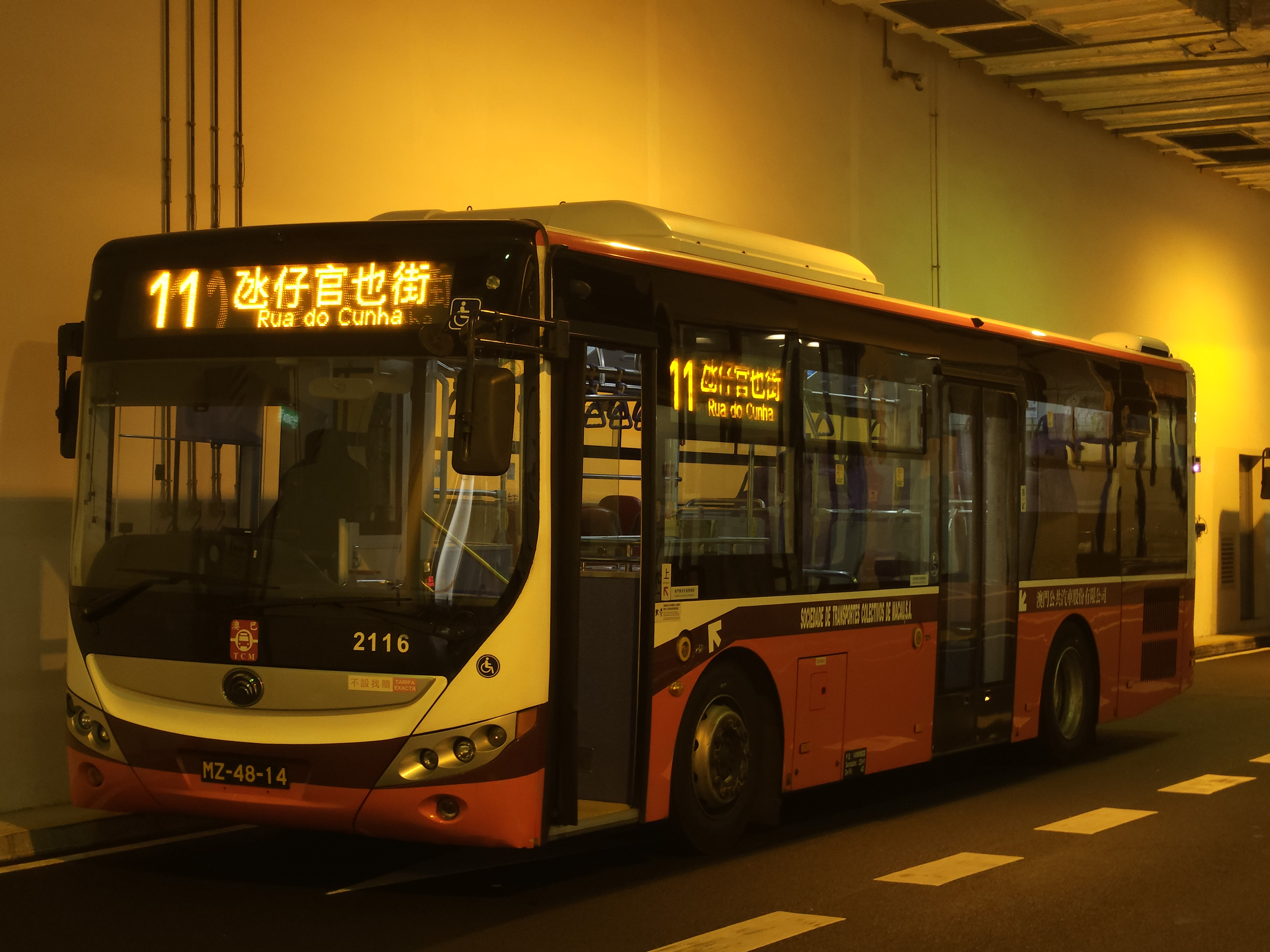
宇通ZK6986HG
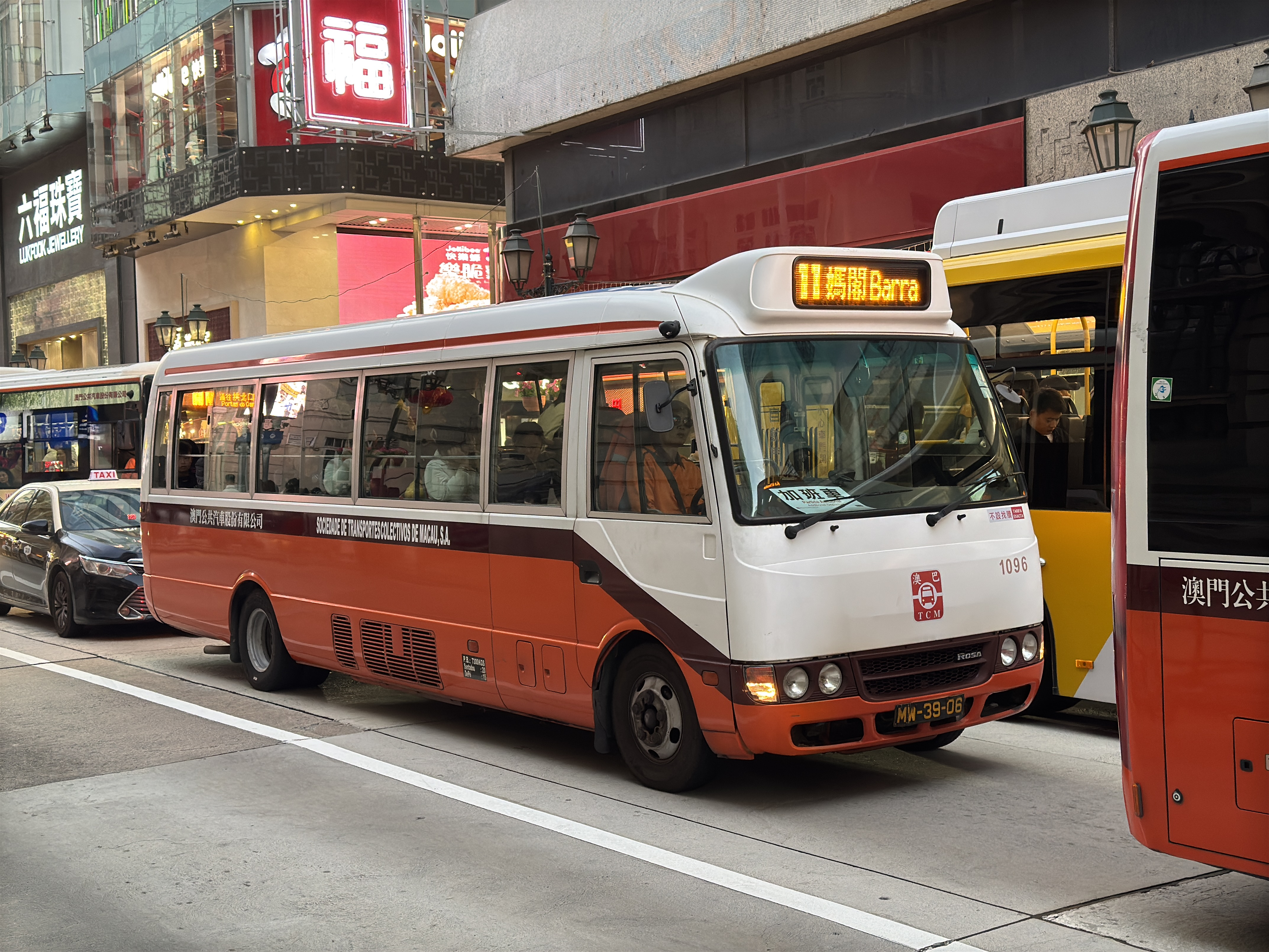
三菱Rosa

2022年3月起：
- 宇通ZK6902HG
- 宇通ZK6986HG

2022年6月22日起：
- 宇通ZK6986HG

2022年8月起：
- 宇通ZK6986HG
- 宇通ZK6902HG

2022年12月26日起：
- 宇通ZK6986HG

#### 特別派車
- 2024年9月3日起，不定時派出三菱Rosa行駛本線作加班車。

## 電牌
| 往氹仔方向     | 往氹仔方向 | 往氹仔方向 |
| 日期           | 頭牌       | 圖例       |
| -------------- | ---------- | ---------- |
| 2021年1月1日前 | 氹仔       |            |
| 2021年1月1日起 | 氹仔官也街 |            |
| 往媽閣方向     |            |            |
| 日期           | 頭牌       | 圖例       |
| 開線至今       | 媽閣       |            |

## 路線資料

### 收費
| 收費類別     | 收費類別                      | 收費類別             | 費用 |
| ------------ | ----------------------------- | -------------------- | ---- |
| 現金         | 現金                          | 現金                 | $6.0 |
| 境外支付工具 | 支付寶（內地及香港）          | 支付寶（內地及香港） | $6.0 |
| 境外支付工具 | 雲閃付 非綁定澳門銀聯卡       |                      | $6.0 |
| 境外支付工具 | 微信支付（內地及香港）        |                      | $6.0 |
| 境外支付工具 | 交通聯合 非澳門發行的全國通卡 |                      | $6.0 |
| 境內支付工具 | 澳門通                        | 全民卡               | $3.0 |
| 境內支付工具 | 澳門通                        | 學生卡               | $1.5 |
| 境內支付工具 | 澳門通                        | 長者卡               | 免費 |
| 境內支付工具 | 澳門通                        | 殘疾卡               | 免費 |
| 境內支付工具 | 聚易用＋                      | 聚易用＋             | $3.0 |

### 服務時間及班距
| 服務時間                      | 服務時間     | 每天        |
| ----------------------------- | ------------ | ----------- |
| 媽閣交通樞紐                  | 媽閣交通樞紐 | 06:10-00:00 |
| 班距                          | 尖峰         | 4-10分鐘    |
| 班距                          | 離峰         | 8-12分鐘    |
| 懸掛8號風球後15分鐘開出尾班車 |              |             |

### 路線停站
| 11   | 媽閣 ↺ 氹仔官也街 | 媽閣 ↺ 氹仔官也街        | 媽閣 ↺ 氹仔官也街  |
| 序號 | 循環線            | 循環線                   | 循環線             |
| 序號 | 站號              | 站名                     | 輕軌站／出入境口岸 |
| 1    | M3                | 媽閣交通樞紐             | 媽閣站             |
| 2    | M198              | 西灣湖景大馬路／媽閣碼頭 |                    |
| 3    | M186/2            | 河邊新街／貨倉巷         |                    |
| 4    | M140/2            | 河邊新街／李道巷         |                    |
| 5    | M137/2            | 內港客運碼頭             | 內港客運碼頭       |
| 6    | M143              | 新馬路／爐石塘           |                    |
| 7    | M170/1            | 殷皇子馬路               |                    |
| 8    | M172/12           | 亞馬喇前地               |                    |
| 9    | T330/4            | 蘇利安圓形地             |                    |
| 10   | T335/2            | 海洋廣場                 |                    |
| 11   | T338              | 海洋花園衛生中心         | 海洋站             |
| 12   | T326/5            | 柯維納馬路               | 馬會站             |
| 13   | T332/1            | 南新花園                 | 馬會站             |
| 14   | T331              | 美景花園                 | 運動場站           |
| 15   | T351              | 布拉干薩街               |                    |
| 16   | T353              | 廣東大馬路／濠尚         |                    |
| 17   | T413              | 氹仔中央公園／哥英布拉街 |                    |
| 18   | T310/1            | 泉裕豪庭                 |                    |
| 19   | T318              | 泉悅花園                 |                    |
| 20   | T319              | 嘉模泳池                 |                    |
| 21   | T320              | 氹仔官也街               |                    |
| 22   | T321/2            | 氹仔中葡小學             | 排角站             |
| 23   | T323              | 黑橋／地堡街             |                    |
| 24   | T324/2            | 澳門運動場               |                    |
| 25   | T325/2            | 華寶花園                 |                    |
| 26   | T339/2            | 花城公園                 |                    |
| 27   | T408/9            | 湖畔大廈                 |                    |
| 28   | T341              | 聖公會中學               |                    |
| 29   | T303              | 澳門旅遊大學             |                    |
| 30   | T305              | 城市大學                 |                    |
| 31   | T307              | 宋玉生博士圓形地         |                    |
| 32   | T300              | 史伯泰／盧廉若           |                    |
| 33   | T330/1            | 蘇利安圓形地             |                    |
| 34   | M172/2            | 亞馬喇前地               |                    |
| 35   | M171/2            | 中區／殷皇子馬路         |                    |
| 36   | M142              | 新馬路／金碧坊           |                    |
| 37   | M136/2            | 粵通碼頭                 |                    |
| 38   | M139/2            | 司打口                   | 內港客運碼頭       |
| 39   | M184              | 河邊新街／街市           |                    |
| 40   | M188              | 河邊新街／下環           |                    |
| 41   | M203/1            | 媽閣廟站                 |                    |
| 42   | M3                | 媽閣交通樞紐             | 媽閣站             |

## 客量
- 根據2020年公報，本線於2019年共開出42,054班次，共接載3,131,130人次，平均每班接載74.5人次。

## 重大意外
- 2004年10月4日，一輛行駛本線的「日產」Civilian小巴（車隊編號：K28），由氹仔回程媽閣途中，司機懷疑睡著，在舊大橋撞向前面行駛中的新福利33路線「三菱扶桑」大巴，更險些衝下海。肇事巴士車頭嚴重損毀，車頭擋風玻璃破裂。事件導致25名巴士乘客受傷，是澳門當年最嚴重的巴士事故。澳門兩間醫院要啟動災難應變措施。[33]

- 2022年4月19日上午9時多，一輛行駛中的澳巴1路線（車輛編號：6019）駛至西灣湖景大馬路近西灣橋口被尾隨一輛澳巴本線（車輛編號：2002）追尾相撞，1名司機手部被玻璃割傷。受事故影響，該處上午尖峰時段交通嚴重擠塞。[34][35]

## 圖片集

### 澳巴時期（舊兩巴時期）
- 五洲龍FDG6920BG
- 五洲龍FDG6920BG
- 五洲龍FDG6920BG

### 維澳蓮運時期
- 宇通ZK6902HG

### 新時代時期
- 宇通ZK6902HG
- 宇通ZK6902HG

### 澳巴時期（新兩巴時期）
- 宇通ZK6902HG
- 宇通ZK6902HG
- 宇通ZK6902HG
- 宇通ZK6986HG
- 宇通ZK6986HG
- 宇通ZK6986HG
- 宇通ZK6986HG
- 三菱Rosa

## 外部連結
- （繁體中文）澳門公共汽車股份有限公司官方網站 （页面存档备份，存于）